# Hecatesias
En la antigua Grecia, se llamaban hecatesias a las fiestas que se celebraban en honor de la diosa Hécate.
Los atenienses celebraban las hecatesias cada mes venerando a esta diosa como protectora de las familias y de los niños. En la víspera de cada novilunio las personas ricas daban un banquete público en las encrucijadas que se creía era presidido por esta diosa y se le conocía como el banquete de Hécate. 
Tales comidas estaban destinadas principalmente a los pobres y la parte que pertenecía a la diosa la hacían comer por unas serpientes que tenían domesticadas. 